# EKW C-36
L'EKW C-36 fu un monomotore caccia-bombardiere multiruolo, ad ala bassa, progettato e realizzato in Svizzera nel 1939 dal Eidgenössischen Konstruktionswerkstätten (EKW); come tipologia di aereo è comparabile con l'Ilyushin Il-2 Šturmovik. Tuttavia, il C-36 fu realizzato con due timoni posizionati sulla coda; soluzione questa che permetteva al mitragliere posteriore un grande campo visivo.
Di questo velivolo furono realizzati pochi esemplari e fu utilizzato prevalentemente, assieme al Morane-Saulnier MS.406, per attaccare gli aerei della Luftwaffe che minacciavano la neutralità svizzera. Ben presto però fu relegato al compito di addestratore e al traino di bersagli. Molti esemplari si sono conservati in condizioni di volo fino ai nostri giorni.

## Varianti
C-3601
Primo prototipo con una grande apertura alare, carrello d'atterraggio fisso ed equipaggiato con un motore Hispano-Suiza 12YCrs.
C-3602
Secondo prototipo equipaggiato con un motore più potente, un Hispano-Suiza 12Y-51.
C-3603
Versione di produzione, con carrello retrattile e motore Hispano-Suiza 12Y-51. Armato con un cannone Oerlikon da 20 millimetri facente fuoco attraverso l'elica più due mitragliatrici da 7,5 millimetri nelle ali e due mitragliatrici posteriori.
C-3603-0
Versione sperimentale di servizio, con ali più lunghe. Ne furono realizzati 10, di cui 9 furono successivamente convertiti in C-3603-1.
C-3603-1
Versione di produzione principale, con ali leggermente più corte. Ne furono realizzati 142 esemplari nel 1944, più altri sei assemblati da pezzi di ricambio tra il 1947-1948. 20 furono convertiti in traino bersaglio nel 1946 e 40 furono aggiornati ai nuovi standard nel 1953-1954.
C-3603-1 Tr
Addestratore avanzato; due esemplari realizzati.
C-3604
Un C-3603 più potente e pesantemente armato, equipaggiato con un motore Saurer YS-2 (versione svizzera maggiorata di un Hispano-Suiza 12Y-51) più due ulteriori cannoni da 20 mm nelle ali. Fu realizzato un prototipo e successivamente 12 aerei.
C-3605
Aereo da traino bersaglio equipaggiato con un turboelica Lycoming T53-L-7 (24 C-3603-1 convertiti).

## Utilizzatori
Svizzera
- Forze Aeree Svizzere